# فرودگاه شهری الکین
فرودگاه شهری الکین (به انگلیسی: Elkin Municipal Airport) یک فرودگاه است که یک باند فرود آسفالت دارد و طول باند آن ۱۲۲۰ متر است. این فرودگاه در کشور ایالات متحده آمریکا قرار دارد .